# 波格恰瓦鄉
46°41′N 24°18′E / 46.683°N 24.300°E
波格恰瓦鄉（羅馬尼亞語：Comuna Pogăceaua, Mureș），是羅馬尼亞的鄉份，位於該國中部，由穆列什縣負責管轄，面積38平方公里，海拔高度388米，2007年人口2,030，人口密度每平方公里53人。